# La Vajol
La Vajol és un municipi emplaçat a l'extrem nord de la comarca de l'Alt Empordà, en un replà granític, i limita amb els municipis de les Illes, al Vallespir, i els alt-empordanesos Agullana, Darnius i Maçanet de Cabrenys. El seu terreny és accidentat per la proximitat amb els Pirineus, i té boscos de sureres, faigs i castanyers. Amb 546 metres d'altitud, és el poble més alt de la comarca.

## Geografia
- Llista de topònims de la Vajol (Orografia: muntanyes, serres, collades, indrets..; hidrografia: rius, fonts...; edificis: cases, masies, esglésies, etc).

## Història
Antigament havia format part del comtat de Besalú.
Els moments més intensos de la història de la Vajol es desenvolupen durant la segona meitat de la Guerra Civil espanyola. A mitjans de 1937, el President del Govern de la República, Juan Negrín, va trobar en la Vajol un indret ideal per guardar el tresor de la República en cas de perdre la guerra. La Vajol era una petita població fronterera amb França, de difícil accés i que tenía unes mines subterrànies de talc, on es podien guardar elements de valor. Per això, cap a final de 1937, Negrín va confiscar la Mina Canta als germans Giralt Canta i, sota l'estricte control del seu fill, Juan Negrín Júnior, es comencen les obres d'adaptació de la mina per poder albergar l'or de la República i obres d'art provinents del Prado. Negrín, doncs, va fer venir obrers de Cartagena per construir un edifici de tres plantes sobre les mines, que encara es conserva, i una cambra cuirassada al subsòl revestida de ciment, gairebé indestructible, pels possibles bombardeigs. La mina va quedar expropiada sota l'autoritat del govern, i estava sota la responsabilitat directa i vigilància absoluta del Ministre d'Economia i Hisenda, Méndez Aspe. Els historiadors estimen que el tresor estaria valorat en 500 milions de pessetes, que al contravalor actual serien, aproximadament, 500 milions d'euros.
El mateix President del Govern, Juan Negrín, també es va instal·lar a la Vajol els últims dies de la Guerra Civil, concretament al mas de Can Barris. Més tard, s'hi va instal·lar també l'Estat Major, el Ministre d'Estat i altres membres del Govern -el President de la Generalitat, Lluís Companys, i el lehendakari, José Antonio Aguirre, estaven instal·lats al veí poble d'Agullana, a Mas Perxers. El dia 1 de febrer del 1939 hi arribà el President de la República, Manuel Azaña. Per tant, la Vajol, va ser l'última capital d'Espanya en temps de la II República. La nit del 4 al 5 de febrer, Azaña s'exilià cap a França, una hora abans que ho fessin Lluís Companys i José Antonio Aguirre. Tots tres van acabar travessant la frontera pel coll de Lli fins a arribar a les Illes (Vallespir), terra catalana ja a França.
Les obres d'art que hi havia guardades a la mina foren posteriorment traslladades a la Societat de Nacions a Ginebra (Suïssa), per la seva custòdia temporal, amb un document signat la nit del dia 3 de febrer al castell de Figueres. Pel que fa al tresor de la República, l'endemà 71 camions, protegits per carrabiners, van transportar-lo cap a el Pertús per tal d'embarcar els quadres cap a Mèxic amb el vaixell "Vita". Alguns van travessar la frontera pel coll de Lli, en direcció a les Illes, però van tenir problemes en passar per la carretera; el setè camió es va tombar per la zona de la masia de Can Barris, de manera que alguns quadres van caure al camp. Mai no es va saber si va ser traslladat posteriorment.
El setmanari francès L'Express va publicar el 1993 un reportatge sobre aquest setè camió perdut, on esmentava la possibilitat que els soldats haguessin amagat els lingots d'or. Sobre aquest fet tracta també el llibre El setè camió, de la historiadora Assumpta Montellà, i que va ser presentat el 2007 a l'antiga mina de talc, can Canta.

## Economia
A causa del relleu, molt trencat i abrupte, els conreus són pràcticament inexistents. Antigament la base de l'economia vajolenca havia estat la ramaderia bovina, l'explotació del suro dels boscos i les mines d'esteatita. Aquestes van ser considerablement importants durant el segle xix i primera meitat del XX.
El 1993 l'activitat a la mina de talc es va acabar; abans, però, el sector miner havia estat el motor econòmic del municipi, la població del qual superava el centenar d'habitants. Aquell mateix any, amb l'entrada en vigor del Tractat de Maastricht, el tancament de l'agència duanera de la Jonquera també va impactar negativament i directa en el mercat laboral de la població, a només 10 km de distància.
El juliol de 2015 el departament d'Educació va tancar l'escola per manca d'alumnes, ja que només n'hi havia tres.
Segons les dades de l'últim trimestre de 2019 de l'Observatori del Treball de la Generalitat, la Vajol era el municipi amb la taxa més alta de desocupats de Catalunya, un 34,15%, seguit de Querol (Alt Camp), amb un 32,67%. En el rànquing dels deu municipis catalans amb més atur, els deu primers tenien menys de 600 habitants, a excepció del Montmell (Baix Penedès), en tercer lloc (amb 1.512 empadronats i un 29,58% d'atur) i Santa Oliva (Baix Penedès), en desè (amb 3.320 veïns i un 20,55% de desocupats).
A principis de 2020 els únics negocis que hi havia eren tres restaurants, un hostal i una petita botiga de queviures. L'alcalde de la Vajol, Joaquim Morillo, va declarar que dinamitzar el municipi era molt complicat, ja que comptava amb una població molt envellida i es tractava d'un poble amb una extensió molt petita; tot i així, va assegurar que l'ajuntament estava incentivant el turisme com a via de millora econòmica, amb l'objectiu de convertir la mina Canta en un punt turístic.
Des del 1993 s'hi celebra la Fira mercat Avajonera cada agost, de productes naturals i artesanals, que es va deixar de fer i que el 2009 es va recuperar, oberta tant al públic alt-empordanès com al de la Catalunya Nord.

## Demografia[calcitació]
| 1497 f | 1515 f | 1553 f | 1717 | 1787 | 1857 | 1877 | 1887 | 1900 | 1910 |
| ------ | ------ | ------ | ---- | ---- | ---- | ---- | ---- | ---- | ---- |
| -      | -      | -      | 130  | 102  | 318  | 263  | 219  | 245  | 232  |

| 1920 | 1930 | 1940 | 1950 | 1960 | 1970 | 1981 | 1990 | 1992 | 1994 |
| ---- | ---- | ---- | ---- | ---- | ---- | ---- | ---- | ---- | ---- |
| 194  | 154  | 128  | 140  | 131  | 82   | 72   | 60   | 78   | 78   |

| 1996 | 1998 | 2000 | 2002 | 2004 | 2006 | 2008 | 2010 | 2012 | 2014 |
| ---- | ---- | ---- | ---- | ---- | ---- | ---- | ---- | ---- | ---- |
| 84   | 68   | 96   | 123  | 103  | 101  | 102  | 98   | 93   | 86   |

| 2016 | 2018 | 2020 | 2022 | 2024 | 2026 | 2028 | 2030 | 2032 | 2034 |
| ---- | ---- | ---- | ---- | ---- | ---- | ---- | ---- | ---- | ---- |
| 83   | 85   | 89   | 87   | 96   | -    | -    | -    | -    | -    |

## Llocs d'interès
- Museu de la Casa de la Vila
- Can Barris, masia
- Can Quera, mas

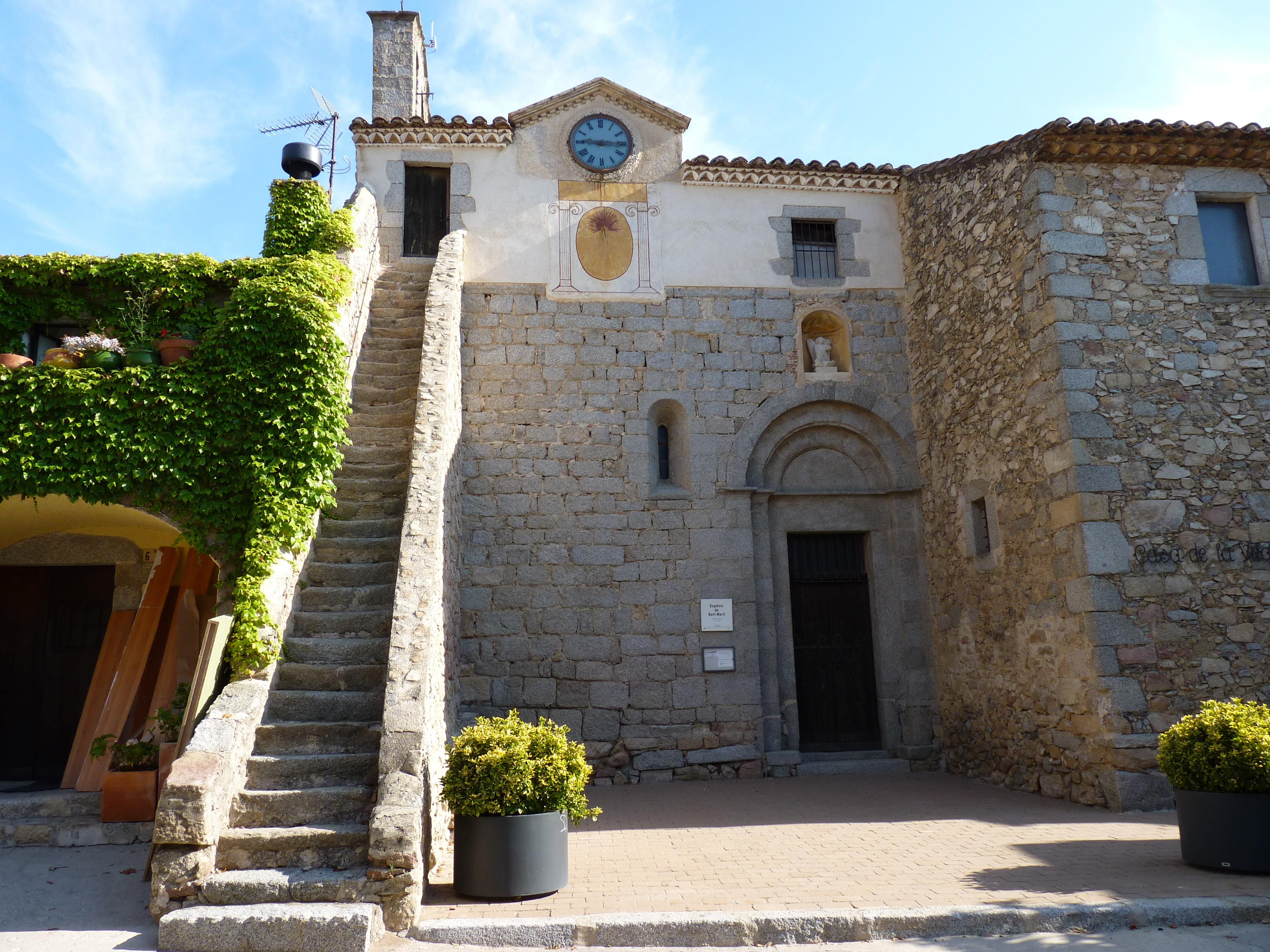
Església i escala d'accés al campanar de l'església.

- Monument a l'Exili, dedicat als exiliats que van travessar la frontera al final de la Guerra Civil
- Església de Sant Martí de la Vajol, romànica, dels segles xii-xiii
- Mina d'en Negrín, catalogada com a BCIL el 2020[7]